# هارون سيمبسون
هارون سيمبسون (بالإنجليزية: Aaron Simpson)‏ هو رسام رسوم متحركة أمريكي، ولد في 23 يونيو 1971 في ديترويت في الولايات المتحدة.

## وصلات خارجية
- هارون سيمبسون على موقع IMDb (الإنجليزية)
- هارون سيمبسون على موقع قاعدة بيانات الفيلم (الإنجليزية)